# Come i cartoni animati
Come i cartoni animati è il primo album di Federico Vassallo, pubblicato nel 1990.

## Tracce
1. Come i cartoni animati
2. Siamo qua
3. Il regalo di Natale
4. Volevi che tu
5. Mr. Ugo Ciccioburro
6. Momento passato
7. Giù dalle brande
8. Ascoltami questa canzone
9. La tua luce dalla mia finestra
10. Sexy Shop

## Formazione
- Federico Vassallo – voce, tastiera
- Riccardo Fioravanti – basso
- Lele Melotti – batteria
- Rodolfo Grieco – tastiera
- Giorgio Cocilovo – chitarra
- Dario Mazzoleni – percussioni
- Francesco Bernardini – tastiera, cori, pianoforte
- Giancarlo Porro – sax
- Ornella Cherubini, Paola Folli, Gabriele Balducci, Enrica De Dorides, Moreno Ferrara – cori